# Пеньковское (озеро, Северо-Казахстанская область)
Пеньковское (каз. Пеньковское) — озеро в Кызылжарском районе Северо-Казахстанской области Казахстана. Находится около села Пеньково в 10 км к северо-востоку от города Петропавловска.
По данным топографической съёмки 1940-х годов, площадь поверхности озера составляет 1,39 км². Наибольшая длина озера — 2 км, наибольшая ширина — 0,9 км. Длина береговой линии составляет 5,3 км, развитие береговой линии — 1,26. Озеро расположено на высоте 128,7 м над уровнем моря.